# Liste der Monuments historiques in Ingwiller
Die Liste der Monuments historiques in Ingwiller führt die Monuments historiques in der französischen Gemeinde Ingwiller auf.

## Liste der Bauwerke
| Bezeichnung      | Beschreibung | Standort                      | Kennzeichnung | Schutzstatus | Datum | Bild           |
| ---------------- | --- | ----------------------------- | ------------- | ------------ | ----- | -------------- |
| Stadtbefestigung | im 14. und 15. Jahrhundert angelegt; Mauerzüge und Graben weitgehend erhalten, die Stadttore im 19. Jahrhundert abgebrochen | (Lage)                        | PA67000103    | Inscrit      | 2015  |                |
| Hôtel de Ville   | 1824 erbaut; im Eingangsbereich Inschriftentafel von 1472 aus dem zerstörten Schloss                                        | Rue du Général Goureau (Lage) | PA00084755    | Inscrit      | 1934  | weitere Bilder |

## Liste der Objekte
| Bezeichnung        | Beschreibung                                           | Standort                                              | Kennzeichnung | Schutzstatus | Datum | Bild           |
| ------------------ | ------------------------------------------------------ | ----------------------------------------------------- | ------------- | ------------ | ----- | -------------- |
| Kanzel             | Sandstein, bezeichnet 1617                             | in der protestantischen Kirche (Lage)                 | PM67000142    | Classé       | 1970  | weitere Bilder |
| Taufbecken         | Sandstein, um 1500                                     | in der katholischen Kirche Ste-Marie-Madeleine (Lage) | PM67000141    | Classé       | 1970  |                |
| Inschriftentafel   | Sandstein, bezeichnet 1472, aus dem zerstörten Schloss | im Hôtel de Ville (Lage)                              | PM67001651    | Inscrit      | 1993  |                |
| Glocke Roi du Rome | Bronze, 1812 von Johann-Ludwig Edel gegossen           | im Hôtel de Ville (Lage)                              | PM67001281    | Inscrit      | 1990  |                |